# Literaturjahr 2023
Liste der Literaturjahre

◄◄ | ◄ | 2019 | 2020 | 2021 | 2022 | Literaturjahr 2023 | 2024 | 2025

Weitere Ereignisse

## Ereignisse
- 21. März: 24. Welttag der Poesie
- 25. März: Elfter Indiebookday
- 18.–20. April: Londoner Buchmesse
- 21.–23. April: Pariser Buchmesse mit dem Ehrengast Italien
- 23. April: Welttag des Buches und des Urheberrechts
- 27.–30. April: Leipziger Buchmesse
- 18.–21. Mai: 26. Mainzer Minipressen-Messe
- 18.–22. Oktober: 75. Frankfurter Buchmesse mit dem Ehrengast Slowenien
- 24. Oktober: Tag der Bibliotheken

### Literaturverfilmungen (Auswahl)
- Der Roman Die Schneewittchen-Party von Agatha Christie wird unter dem Titel A Haunting in Venice von Kenneth Branagh verfilmt.
- Der Roman Die Moortochter von Karen Dionne wird unter dem Titel Das Erwachen der Jägerin von Neil Burger verfilmt.
- Der Roman Die Tribute von Panem X – Das Lied von Vogel und Schlange von Suzanne Collins wird unter dem Titel Die Tribute von Panem – The Ballad of Songbirds and Snakes von Francis Lawrence verfilmt.

## Jahrestage (Auswahl)

### Personen
- 09. Januar: 100. Todestag von Katherine Mansfield
- 31. Januar: 100. Geburtstag von Norman Mailer
- 07. Februar: 200. Todestag von Ann Radcliffe
- 09. Februar: 100. Geburtstag von Brendan Behan
- 17. Februar: 350. Todestag von Molière
- 27. Februar: 150. Todestag von Elisabeth Campe
- 28. Februar: 200. Geburtstag von Ernest Renan
- 07. März: 100. Geburtstag von Milo Dor
- 08. März: 100. Geburtstag von Walter Jens
- 10. März: 150. Geburtstag von Jakob Wassermann
- 15. März: 300. Todestag von Johann Christian Günther
- 20. März: 100. Geburtstag von Ralph Giordano
- 22. März: 150. Geburtstag von Gertrud Caspari
- 25. März: 150. Geburtstag von Rudolf Rocker
- 26. März: 100. Todestag von Sarah Bernhardt
- 27. März: 100. Geburtstag von Endō Shūsaku
- 30. März: 100. Geburtstag von Herbert Asmodi
- 05. April: 100. Geburtstag von Ernest Mandel
- 09. April: 80. Geburtstag von Martin Lüdke
- 14. April: 100. Geburtstag von John Caldwell Holt
- 18. April: 100. Geburtstag von Leif Panduro
- 21. April: 100. Geburtstag von John Mortimer
- 22. April: 100. Geburtstag von Paula Fox
- 23. April: 150. Geburtstag von Arnold van Gennep
- 25. April: 150. Geburtstag von Walter de la Mare
- 28. April: 100. Geburtstag von Horst-Eberhard Richter
- 01. Mai: 100. Geburtstag von Joseph Heller
- 03. Mai: 150. Todestag von Stepan Rudanskyj
- 05. Mai: 100. Todestag von Rosario de Acuña
- 08. Mai: 150. Todestag von John Stuart Mill
- 10. Mai: 100. Geburtstag von Nicolaus Sombart
- 22. Mai: 150. Todestag von Alessandro Manzoni
- 26. Mai: 100. Geburtstag von Arno Gruen
- 31. Mai: 250. Geburtstag von Ludwig Tieck
- 06. Juni: 100. Geburtstag von V. C. Andrews
- 09. Juni: 100. Todestag von Arishima Takeo
- 10. Juni: 100. Todestag von Pierre Loti
- 13. Juni: 150. Todestag von Friedrich von Raumer
- 14. Juni: 100. Geburtstag von Judith Kerr
- 19. Juni: 400. Geburtstag von Blaise Pascal
- 20. Juni: 100. Geburtstag von Peter Gay
- 24. Juni: 100. Geburtstag von Yves Bonnefoy
- 29. Juni: 100. Todestag von Fritz Mauthner
- 02. Juli: 100. Geburtstag von Wisława Szymborska
- 11. Juli: 300. Geburtstag von Jean-François Marmontel
- 25. August: 100. Geburtstag von Álvaro Mutis
- 29. August: 500. Todestag von Ulrich von Hutten
- 15. Oktober: 100. Geburtstag von Italo Calvino
- 20. November: 100. Geburtstag von Nadine Gordimer
- 02. Dezember: 100. Geburtstag von Roland Dubillard
- 12. Dezember: 100. Todestag von Raymond Radiguet
- 17. Dezember: 750. Todestag von Rumi
- Im Jahr 2023: 2000. Geburtstag von Plinius dem Älteren
- Im Jahr 2023: 1900. Geburtstag von Apuleius
- Im Jahr 2023: 1150. Todestag von Hunayn ibn Ishaq
- Im Jahr 2023: 1050. Todestag von Roswitha von Gandersheim

### Werke
1773
- Von Denis Diderot erscheint u. a. eine gekürzte Fassung der Erzählung Ceci n’est pas un conte.

1873
- Von Fjodor Michailowitsch Dostojewski erscheint der Roman Die Dämonen.
- Von Conrad Ferdinand Meyer erscheint die Novelle Das Amulett.
- Von Peter Rosegger erscheint die Erzählung Der Lex von Gutenhag.

1923
- Von Sigmund Freud erscheint die Schrift Das Ich und das Es.
- Das Lustspiel Der Unbestechliche von Hugo von Hofmannsthal wird uraufgeführt.

1973
- Von Michael Ende erscheint der Roman Momo.
- Von Graham Greene erscheint der Roman Der Honorarkonsul.
- Von Walter Kempowski erscheint das Befragungsbuch Haben Sie Hitler gesehen?.
- Von Christine Nöstlinger erscheint der Roman Maikäfer flieg!.

### Weitere Jubiläen
- 1773: Die Literaturzeitschrift Der Teutsche Merkur erscheint erstmals.

## Gestorben im Jahr 2023

### Autoren
- 01. Januar: Lise Nørgaard
- 02. Januar: Suzy McKee Charnas
- 04. Januar: Fay Weldon
- 7./8. Januar: Russell Banks
- 09. Januar: Hans Krieger
- 09. Januar: Charles Simic
- 10. Januar: Christoph Stölzl
- 12. Januar: Paul Johnson
- 12. Januar: Otohiko Kaga
- 15. Januar: Gordana Kuić
- 15. Januar: Gáspár Miklós Tamás
- 19. Januar: Claude Guillon
- 20. Januar: Grigori Kanowitsch
- 21. Januar: Georges Banu
- 25. Januar: Taijirō Amazawa
- 29. Januar: Dmytro Pawlytschko
- 31. Januar: Cleonice Berardinelli
- 31. Januar: Henrik Nordbrandt
- 01. Februar: René Schérer
- 02. Februar: Sally Perel
- 02. Februar: Marianne Schneider
- 03. Februar: Willi Jasper
- 05. Februar: Josep Maria Espinàs i Massip
- 05. Februar: Christian Zentner
- 07. Februar: Uwe Herms
- 07. Februar: Volkmar Sigusch
- 07. Februar: Gerhard Wolf
- 10. Februar: Ina Kramer
- 11. Februar: Donald Spoto
- 12. Februar: Hans-Jost Frey
- 14. Februar: Klaus Demus
- 14. Februar: Eleanor Koldofsky
- 15. Februar: Hernán Valdés
- 16. Februar: Gunnar Heinsohn
- 16. Februar: Claudia Schwarz
- 18. Februar: Maximilian Dorner
- 19. Februar: Wolfgang Beutin
- 21. Februar: Ilse Tielsch
- 24. Februar: Maurizio Costanzo
- 25. Februar: Arnold Kludas
- 26. Februar: Hans Hertel
- 01. März: Anise Koltz
- 02. März: Felice Holman
- 03. März: Kenzaburō Ōe
- 03. März: Heinrich Peuckmann
- 05. März: Claire Etcherelli
- 06. März: Gerhard Binder
- 06. März: Franz Böni
- 06. März: Wolfgang Tress
- 07. März: Ian Falconer
- 08. März: Hermann Magerer
- 09. März: Jochen Bludau
- 10. März: Michal Reiman
- 10. März: Annemarie Zornack
- 11. März: Paul Heinrich
- 11. März: John Jakes
- 11. März: Michel Peyramaure
- 12. März: Fritz Keller
- 12. März: Jaume Medina
- 12. März: Dragoslav Mihailović
- 13. März: Ernst Tugendhat
- 14. März: Richard Wagner
- 15. März: Antje Vollmer
- 16. März: Patrick French
- 17. März: Jorge Edwards
- 17. März: Dubravka Ugrešić
- 17. März: Tilman Zülch
- 18. März: Labo Yari
- 20. März: Michael Reaves
- 21. März: Eric Brown
- 21. März: Wolfgang Marggraf
- 21. März: Harri Nykänen
- 21. März: Julie Anne Peters
- 22. März: Rivka Basman Ben-Hayim
- 22. März: Walther Manshard
- 24. März: Ulf Schiewe
- 25. März: Erwin Riess
- 26. März: Wolfgang Schivelbusch
- 26. März: D. M. Thomas
- 28. März: Margareta Strömstedt
- 30. März: Michael Berlyn
- 02. April: Hans Edvard Nørregård-Nielsen
- 04. April: Rosmarie Beier-de Haan
- 05. April: Masanori Hata
- 06. April: Hartmut Soell
- 07. April: Aenne Franz
- 07. April: Prabir Ghosh
- 07. April: Rachel Pollack
- 08. April: Detlef Bluhm
- 09. April: Huub Oosterhuis
- 10. April: Al Jaffee
- 10. April: Anne Perry
- 11. April: Meir Shalev
- 12. April: Jacques Gaillot
- 14. April: Abel Posse
- 13. Mai: Sibylle Lewitscharoff
- 19. Mai: Martin Amis
- 04. Juni: Ruth Schweikert
- 13. Juni: Cormac McCarthy
- 1. Juli: Wiktorija Amelina
- 11. Juli: Milan Kundera
- 12. Juli: R. Etemadi
- 12. Juli: Marjan Tomšič
- 19. Juli: Silvana Lattmann
- 19. Juli: Kole Omotoso
- 24. Juli: Seiichi Morimura
- 25. Juli: Julian Barry
- 25. Juli: Gérard Besson
- 25. Juli: Eduardo Pitta
- 26. Juli: Martin Walser
- 26. Juli: Volker Issmer
- 27. Juli: Keith Waldrop
- 28. Juli: Danila Montanari
- 30. Juli: David Albahari

### Weitere Persönlichkeiten
- 14. Februar: Friedo Solter
- 15. Februar: John E. Woods
- 06. März: Vito von Eichborn
- 08. März: Paul Kaegbein
- 11. März: Keith Johnstone
- 20. März: Horst Ernestus
- 26. März: María Kodama
- 08. April: Andreas K. W. Meyer
- 11. April: Stanislaw Mitin
- 14. April: Karl Welunschek

## Gemeinfrei seit 2023
Die Werke der folgenden im Jahr 1952 verstorbenen Schriftsteller sind seit dem 1. Januar 2023 gemeinfrei:
- August Alle
- Kambara Ariake
- Mariano Azuela
- Bruno Barilli
- Waldemar Bonsels
- Giuseppe Antonio Borgese
- Benedetto Croce
- John Dewey
- Norman Douglas
- Alfred Einstein
- Paul Éluard
- Ludwig Fahrenkrog
- Macedonio Fernández
- Cicely Hamilton
- Knut Hamsun
- Karl Jakob Hirsch
- Eugene Jolas
- Alexandra Kollontai
- Robert Lauterborn
- Heinrich Lilienfein
- Kume Masao
- Charles Maurras
- Saitō Mokichi
- Ferenc Molnár
- Alfred Neumann
- Ivan Olbracht
- Abraham Simon Wolf Rosenbach
- George Santayana
- Fred Sauer
- Wilhelm Schmidtbonn
- Wilhelm Speyer
- Kosugi Tengai
- Josephine Tey
- Jesse Thoor
- Clara Viebig
- Roger Vitrac
- Ota Wićaz
- Ernst Zahn

## Neuerscheinungen
- Die Frau im Hintergrund (dEA) – Francis Durbridge
- Frau Komachi empfiehlt ein Buch – Michiko Aoyama
- Janus – Phillip P. Peterson
- Reserve – Harry, Duke of Sussex, J. R. Moehringer
- Zwischen Welten – Simon Urban und Juli Zeh
- Die Insel der Tausend Leuchttürme – Walter Moers
- Die Farbe der Rache – Cornelia Funke

## Literaturpreise 2023

### Deutsche Literaturpreise
A
- Anna-Haag-Preis: Grit Krüger
- aspekte-Literaturpreis: Charlotte Gneuß

B
- Bremer Literaturpreis:
  - Hauptpreis: Thomas Stangl für Quecksilberlicht
  - Förderpreis: Martin Kordić für Jahre mit Martha

D
- Deutscher Buchpreis: Tonio Schachinger für Echtzeitalter
- Düsseldorfer Literaturpreis: Nico Bleutge

G
- Georg-Büchner-Preis: Lutz Seiler
- Großer Preis des Deutschen Literaturfonds: Annette Pehnt

J
- Jean-Paul-Preis: Nico Bleutge

K
- Klopstock-Förderpreis: Domenico Müllensiefen
- Kranichsteiner Literaturförderpreis: Grit Krüger

L
- Leipziger Buchpreis: Marija Michailowna Stepanowa
- Leonce-und-Lena-Preis: Alexander Schnickmann
  - Wolfgang-Weyrauch-Förderpreis: Sophia Klink
  - Wolfgang-Weyrauch-Förderpreis: Robert Stripling
- Licher Literaturpreis: Robert Stripling
- Literaturpreis der Jürgen Ponto-Stiftung: Charlotte Gneuß
- Ludwig-Börne-Preis: Robert Habeck

M
- Mara-Cassens-Preis: Dana Vowinckel für Gewässer im Ziplock

P
- Preis der Leipziger Buchmesse
  - Belletristik: Dinçer Güçyeter für: Unser Deutschlandmärchen, mikrotext
  - Sachbuch/Essayistik: Regina Scheer für: Bittere Brunnen. Hertha Gordon-Walcher und der Traum von der Revolution, Penguin Verlag
  - Übersetzung: Johanna Schwering für: Aurora Venturini: Die Cousinen, aus dem Spanischen, dtv

U
- Uwe-Johnson-Preis (Förderpreis): Domenico Müllensiefen

W
- Wilhelm-Lehmann-Preis: Jürgen Nendza

### Internationale Literaturpreise
C
- Christine Lavant Preis: Yevgeniy Breyger

E
- Ernst-Jandl-Preis: Anja Utler

F
- Förderungspreis der Stadt Wien: Tanja Maljartschuk

H
- Heimrad-Bäcker-Preis:
  - Hauptpreis: Daniela Seel
  - Förderpreis: Robert Stripling

I

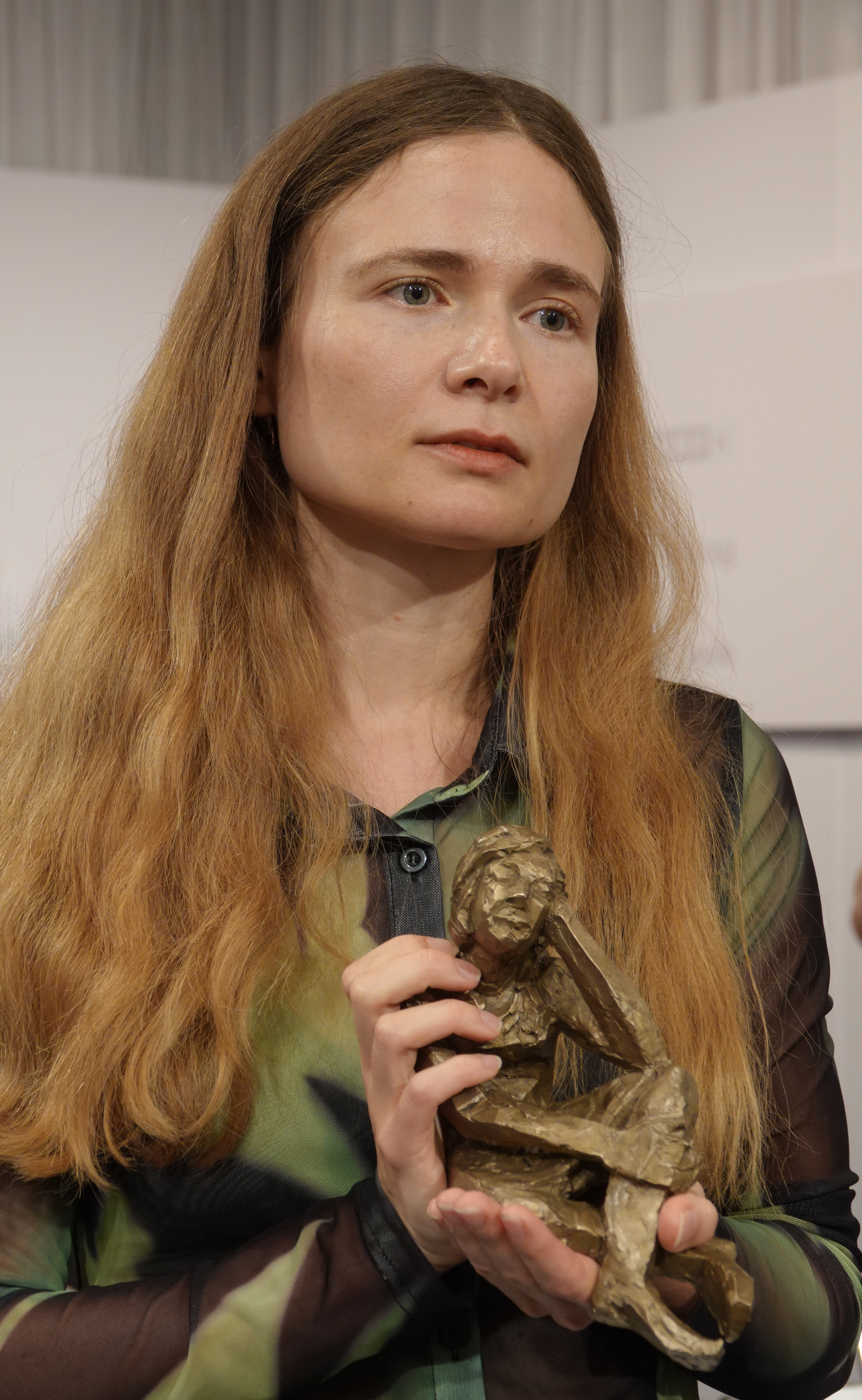
Valeria Gordeev mit der „Inge“, der neu kreierten Ingeborg-Bachmann-Preis-Statuette

- Ingeborg-Bachmann-Preis:  Valeria Gordeev für Er putzt
  - Deutschlandfunk-Preis: Anna Felnhofer für Fische fangen
  - Kelag-Preis: Martin Piekar für Mit Wänden sprechen/Pole sind schwierige Volk
  - 3sat-Preis: Laura Leupi für Das Alphabet der sexualisierten Gewalt
  - BKS-Bank-Publikumspreis und das daran gekoppelte Stadtschreiber-Stipendium der Stadt Klagenfurt: Martin Piekar

- Internationaler König-Faisal-Preis (Kategorie Arabische Sprache und Literatur): Abdelfattah Kilito (Marokko)
- Internationaler Literaturpreis – Haus der Kulturen der Welt: Mohamed Mbougar Sarr (Autor) sowie Holger Fock und Sabine Müller (Übersetzer) für den Roman Die geheimste Erinnerung der Menschen (La plus secrète mémoire des hommes)

L
- Lyrikpreis des Mondseelandes an Yevgeniy Breyger

M
- manuskripte-Preis des Landes Steiermark an Yevgeniy Breyger

N
- Nobelpreis für Literatur: Jon Fosse

O
- Österreichischer Buchpreis:
  - Hauptpreis: Monde vor der Landung von Clemens Setz
  - Debütpreis: Drama von Arad Dabiri

P
- Poeta Laureatus des Literaricums Lech: Michael Krüger (zum ersten Mal vergeben)

S
- Schweizer Buchpreis: an Christian Haller für Sich lichtende Nebel

T
- Theodor-Kramer-Preis: Tanja Maljartschuk
- Tucholsky-Preis: Serhij Schadan